# La bella estate (film)
La bella estate è un film del 2023 scritto e diretto da Laura Luchetti.
Il film è l'adattamento cinematografico dell'omonimo romanzo di Cesare Pavese, presentato in anteprima con la 76ª edizione del Locarno Film Festival.

## Trama
Nel 1938 Ginia si trasferisce dalla campagna piemontese a Torino per cercare migliori possibilità economiche per il suo futuro. Tuttavia, una delle aspirazioni principali di Ginia è l'amore, che scopre in Guido, un giovane pittore. A condurla alla scoperta degli ambienti artistici della Torino bohémien è Amelia, una donna poco più grande di lei, sensuale e provocante, molto diversa da tutte le persone che abbia conosciuto nella sua vita, e pronta a scuotere le sue certezze. Divisa tra il senso del dovere e la scoperta di un desiderio che la confonde, Ginia è travolta da emozioni a cui non osa dare un nome. Durante la sua “bella estate”, si arrende finalmente ai propri sentimenti, celebrando il coraggio di essere se stessa.

## Produzione
Le riprese si sono concluse a ottobre 2022 a Torino.

## Distribuzione
Il film è stato presentato in anteprima il 4 agosto 2023 in contemporanea con la 76ª edizione del Locarno Film Festival e in seguito distribuito nelle sale cinematografiche italiane a partire dal 24 agosto 2023.

## Accoglienza

### Incassi
Al 1 gennaio 2024 il film ha incassato 241000 €.

### Critica
Il film ha ottenuto recensioni generalmente positive da parte della critica cinematografica italiana, che ne ha apprezzato la trasposizione cinematografica in termini di produzione e scenografia, oltre che di affrontare tematiche riguardanti l'adolescenza, la sessualità e l'omosessualità.
Lorenzo Ciofani del Cinematografo afferma che con il film la regista dà «una lettura contemporanea» del romanzo, «con l’ambizione di andare al di là della sua illustrazione». Il giornalista, sebbene apprezzi «la rarità di una storia al femminile, [...] che racconta il passaggio dall’adolescenza alla maturità attraverso la scoperta del desiderio sessuale e [...] culturale», alla trasposizione cinematografica «manca una vera tensione, un guizzo estetico davvero dirompente», trovando comunque che fotografia, costumi e scenografie assieme «restituiscono un’epoca». Ilaria Costabile di Fanpage.it definisce la storia narrata «atemporale» e che tratta «un racconto di formazione al femminile», in cui la regista è stata in grado di «scandire il tempo del racconto, assecondando i sentimenti e le emozioni».

## Riconoscimenti
- 2024 - Nastro d'argento
  - Premio Guglielmo Biraghi a Yile Yara Vianello